# Simon Vitzthum
Simon Vitzthum (Arbon, 19 gennaio 1995) è un ex pistard, ex mountain biker, ex ciclocrossista ed ex ciclista su strada svizzero. Ciclista polivalente, nella specialità dell'inseguimento a squadre su pista ha vinto due medaglie ai campionati europei.

## Palmarès

### Pista
- 2019

Campionati svizzeri, Corsa a eliminazione
- 2020

Campionati svizzeri, Scratch
- 2021

Campionati svizzeri, Corsa a punti
Campionati svizzeri, Omnium
4 Jours de Genèvre, Corsa a punti (Ginevra)
- 2022

Campionati svizzeri, Inseguimento individuale
Campionati svizzeri, Omnium
Campionati svizzeri, Americana (con Valère Thiébaud)
Campionati svizzeri, Corsa a punti
Campionati svizzeri, Chilometro a cronometro
Campionati svizzeri, Tempo Race
Sprint Meeting, Scratch
Sprint Meeting, Corsa a eliminazione
Three Days Aigle, Inseguimento individuale (Aigle)
GP Vélodromes Romands, Scratch
GP Vélodromes Romands, Corsa a eliminazione
4 Jours de Genèvre, Scratch (Ginevra)
4 Jours de Genèvre, Americana (Ginevra, con Lukas Rüegg)
- 2023

Campionati svizzeri, Inseguimento a squadre (con Claudio Imhof, Nicolò De Lisi e Dominik Bieler)
Campionati svizzeri, Americana (con Claudio Imhof)
Fenioux Piste, Americana (con Nicolò De Lisi)
- 2024

Campionati svizzeri, Corsa a eliminazione
Campionati svizzeri, Omnium
Campionati svizzeri, Corsa a punti
Life`s an Omnium, Omnium
Life`s an Omnium, Scratch
4 Jours de Genèvre, Americana (con Matteo Constant)
GP Aigle, Omnium
Grenchen, Americana (con Alex Vogel)

### Mountain bike
- 2018

Villars
- 2020

Swiss Bike Cup, Cross country short track (Hochdorf)
- 2022

Argovia Vittoria-Fischer Bike Cup, Cross country (Lostorf)

### Strada

#### Altri successi
- 2018 (Bischibikes-Kopierpapier.ch)

Chur-Arosa
- 2019 (Bischibikes-Kopierpapier.ch)

Chur-Arosa
- 2022 (Bischibikes-Tobler Racing)

Berner Rundfahrt
- 2023 (Bischibikes-Tobler Racing)

GP Cham-Hagendorn
- 2024 (Bischibikes-Tobler Racing)

Frühlingsrennen Hindelbank 1
Nationales Einzelzeitfahren Thun
Prix Wanner des Trois Rivières

## Piazzamenti

### Competizioni mondiali
- Campionati del mondo su pista

Roubaix 2021 - Inseguimento a squadre: 5º
Saint-Quentin-en-Yvelines 2022 - Inseguimento a squadre: 10º
Saint-Quentin-en-Yvelines 2022 - Inseguimento individuale: 5º
Saint-Quentin-en-Yvelines 2022 - Omnium: 8º
Saint-Quentin-en-Yvelines 2022 - Corsa a eliminazione: 20º
Glasgow 2023 - Inseguimento a squadre: 11º
Glasgow 2023 - Corsa a punti: 17º
Ballerup 2024 - Omnium: 9º
- Campionati del mondo di mountain bike

Pietermaritzburg 2013 - Cross country Junior: 12º
Vallnord 2015 - Cross country Under-23: 29º
Nové Město na Moravě 2016 - Cross country Under-23: 49º
Cairns 2017 - Cross country Under-23: 23º
Leogang 2020 - E-MTB Cross country: 11º

### Competizioni europee
- Campionati europei su pista

Plovdiv 2020 - Inseguimento a squadre: 3º
Plovdiv 2020 - Corsa a punti: 9º
Grenchen 2021 - Inseguimento a squadre: 2º
Grenchen 2021 - Omnium: 13º
Monaco di Baviera 2022 - Inseg. a squadre: 5º
Monaco di Baviera 2022 - Omnium: 7º
Apeldoorn 2024 - Corsa a punti: 12º
Apeldoorn 2024 - Americana: 11º
- Campionati europei di mountain bike

Berna 2013 - Cross country Junior: 28º
Huskvarna 2016 - Cross country Under-23: 14º
Darfo Boario T. 2017 - Cross country Under-23: 25º
Brno 2019 - Cross country Elite: ritirato
- Campionati europei di ciclocross

Lucca 2011 - Junior: 31º
Ipswich 2012 - Junior: 21º
Pontchâteau 2016 - Under-23: 29º